# Назино (Томская область)

Карта Томской области, на которой показано местоположение деревни Назино

На́зино — село в Александровском районе Томской области. Является административным центром Назинского сельского поселения.

## География
Село стоит на берегу Оби. Рядом находится остров, также носящий название Назино. В нескольких километрах ниже по течению в Обь впадает река Назинская, выше — река Вартовская.

## История
Основано в 1846 году. В 1926 году деревня Назина состояла из 20 хозяйств, основное население — остяки. В составе Криволуцкого сельсовета Александровского района Томского округа Сибирского края.
Весной 1933 года на безлюдный остров Назинский рядом с селом был доставлен караван из 10 тыс. заключённых-трудопоселенцев, предназначенных для освоения района. Из-за плохой организации заключенные остались без снабжения, более 6 тыс. погибло в течение нескольких месяцев, за что остров получил название «Остров смерти».

## Население
| 1926 | 1939 | 1959 | 1970 | 1979 | 1989 | 2002 |
| ---- | ---- | ---- | ---- | ---- | ---- | ---- |
| 79   | ↗110 | ↗805 | ↘568 | ↘549 | ↗651 | ↘525 |
| 2010 | 2012 | 2013 | 2014 | 2015 | 2016 | 2017 |
| ↘403 | ↘402 | ↘401 | ↘400 | ↘380 | →380 | ↗383 |
| 2018 | 2019 | 2020 | 2021 |      |      |      |
| ↗390 | ↘387 | ↘375 | ↘314 |      |      |      |

## Социальная сфера и экономика
В селе есть школа, врачебная амбулатория. Работает дизельная электростанция. Значительное место в экономической жизни села занимают рыбодобыча и личные хозяйства местных жителей, на которых они занимаются сельскохозяйственной деятельностью. Предпринимаются действия по развитию коневодства и лесозаготовки.
В селе строится православный храм.

## Местная власть
Назинским сельским поселением руководит Валерий Александрович Штатолкин.